# Discographie de Nekfeu
 (juin 2020).
La mise en forme du texte ne suit pas les recommandations de Wikipédia : il faut le « wikifier ».
Les points d'amélioration suivants sont les cas les plus fréquents. Le détail des points à revoir est peut-être précisé sur la page de discussion.
- Les titres sont pré-formatés par le logiciel. Ils ne sont ni en capitales, ni en gras.
- Le texte ne doit pas être écrit en capitales (les noms de famille non plus), ni en gras, ni en italique, ni en « petit »…
- Le gras n'est utilisé que pour surligner le titre de l'article dans l'introduction, une seule fois.
- L'italique est rarement utilisé : mots en langue étrangère, titres d'œuvres, noms de bateaux, etc.
- Les citations ne sont pas en italique mais en corps de texte normal. Elles sont entourées par des guillemets français : « et ».
- Les listes à puces sont à éviter, des paragraphes rédigés étant largement préférés. Les tableaux sont à réserver à la présentation de données structurées (résultats, etc.).
- Les appels de note de bas de page (petits chiffres en exposant, introduits par l'outil «  Source ») sont à placer entre la fin de phrase et le point final[comme ça].
- Les liens internes (vers d'autres articles de Wikipédia) sont à choisir avec parcimonie. Créez des liens vers des articles approfondissant le sujet. Les termes génériques sans rapport avec le sujet sont à éviter, ainsi que les répétitions de liens vers un même terme.
- Les liens externes sont à placer uniquement dans une section « Liens externes », à la fin de l'article. Ces liens sont à choisir avec parcimonie suivant les règles définies. Si un lien sert de source à l'article, son insertion dans le texte est à faire par les notes de bas de page.
- La présentation des références doit suivre les conventions bibliographiques. Il est recommandé d'utiliser les modèles {{Ouvrage}}, {{Chapitre}}, {{Article}}, {{Lien web}} et/ou {{Bibliographie}}. Le mode d'édition visuel peut mettre en forme automatiquement les références.
- Insérer une infobox (cadre d'informations à droite) n'est pas obligatoire pour parachever la mise en page.

Pour une aide détaillée, merci de consulter Aide:Wikification.
Si vous pensez que ces points ont été résolus, vous pouvez retirer ce bandeau et améliorer la mise en forme d'un autre article.
 (juin 2020).
La discographie du rappeur français Nekfeu comprend l'ensemble des disques publiés au cours de sa carrière solo. Elle se résume à trois albums studio et deux rééditions. Elle se compose également de dix-sept singles, ainsi que de quatorze clips vidéo. Pour toutes ses publications, il a reçu de nombreux disques de certification.

## Albums et rééditions
| Titre                                                             | Détails de l'album                                                                                                  | Meilleure position | Meilleure position | Meilleure position | Meilleure position | Ventes               | Certifications              |
| Titre                                                             | Détails de l'album                                                                                                  | FR                 | BEL (FR)           | BEL (NL)           | SUI                | Ventes               | Certifications              |
| ----------------------------------------------------------------- | --- | ------------------ | ------------------ | ------------------ | ------------------ | -------------------- | --------------------------- |
| Feu                                                               | - Sortie : 8 juin 2015 - Label : Seine Zoo, Polydor, Universal - Format : CD, double LP, téléchargement digital     | 3                  | 2                  | 65                 | 5                  | - 600 000 - 15 000   | - Diamant - Or              |
| Feu réédition                                                     | - Sortie : 4 décembre 2015 - Label : Seine Zoo, Polydor, Universal - Format : CD, double LP, téléchargement digital | —                  | —                  | —                  | —                  | - 600 000 - 15 000   | - Diamant - Or              |
| Cyborg                                                            | - Sortie : 2 décembre 2016 - Label : Seine Zoo, Polydor, Universal - Format : CD, double LP, téléchargement digital | 4                  | 3                  | —                  | 10                 | - 550 000 - 20 000   | - Diamant - Platine         |
| Les Étoiles vagabondes                                            | - Sortie : 6 juin 2019 - Label : Seine Zoo, Polydor, Universal - Format : CD, double LP, téléchargement digital     | 1                  | 1                  | 12                 | 1                  | - 1 000 000 - 40 000 | - 2 × Diamant - 2 × Platine |
| Les Étoiles vagabondes : Expansion                                | - Sortie : 21 juin 2019 - Label : Seine Zoo, Polydor, Universal - Format : CD, double LP, téléchargement digital    | 1                  | 3                  | —                  | —                  | - 1 000 000 - 40 000 | - 2 × Diamant - 2 × Platine |
| « — » indique que l'album n'est pas sorti ou classé dans le pays. | |                    |                    |                    |                    |                      |                             |

## Chansons

### Singles
| Année                                                               | Single                                    | Classement des ventes | Classement des ventes | Classement des ventes | Classement des ventes | Certifications     | Album                  |
| Année                                                               | Single                                    | FR                    | BEL (FR)              | BEL (NL)              | SUI                   | Certifications     | Album                  |
| ------------------------------------------------------------------- | ----------------------------------------- | --------------------- | --------------------- | --------------------- | --------------------- | ------------------ | ---------------------- |
| 2014                                                                | TIME B.O.M.B.                             | 86                    | —                     | —                     | —                     | —                  | —                      |
| 2015                                                                | Égérie                                    | 49                    | —                     | —                     | —                     | —                  | Feu                    |
| 2015                                                                | On verra                                  | 2                     | 12                    | —                     | —                     | - : Diamant        | Feu                    |
| 2015                                                                | Tempête                                   | 21                    | —                     | —                     | —                     | —                  | Feu                    |
| 2015                                                                | Nique les clones, Pt. II Feat Le H        | 57                    | —                     | —                     | —                     | —                  | Feu                    |
| 2015                                                                | Ma dope (featuring S.Pri Noir)            | 43                    | —                     | —                     | —                     | —                  | Feu                    |
| 2015                                                                | Reuf (featuring Ed Sheeran)               | 72                    | —                     | —                     | —                     | - : Or             | Feu                    |
| 2015                                                                | 7:77 AM (featuring 86 Joon)               | 26                    | —                     | —                     | —                     | —                  | Feu Réédition          |
| 2015                                                                | Plume                                     | 13                    | —                     | —                     | —                     | —                  | Feu Réédition          |
| 2016                                                                | Mauvaise graine                           | 1                     | 18                    | —                     | 72                    | - : Diamant        | Cyborg                 |
| 2016                                                                | Squa                                      | 15                    | —                     | —                     | 67                    | - : Diamant        | Cyborg                 |
| 2016                                                                | Saturne (featuring Sneazzy et S.Pri Noir) | 25                    | —                     | —                     | 76                    | - : Diamant        | Cyborg                 |
| 2019                                                                | Tricheur (featuring Damso)                | 1                     | 1                     | —                     | 12                    | - : Diamant - : Or | Les Étoiles vagabondes |
| « — » indique que le single n'est pas sorti ou classé dans le pays. |                                           |                       |                       |                       |                       |                    |                        |

### Singles en collaboration
| Année                                                               | Single                                           | Classement des ventes | Classement des ventes | Classement des ventes | Classement des ventes | Certifications | Album                   |
| Année                                                               | Single                                           | FR                    | BEL (FR)              | BEL (NL)              | SUI                   | Certifications | Album                   |
| ------------------------------------------------------------------- | ------------------------------------------------ | --------------------- | --------------------- | --------------------- | --------------------- | -------------- | ----------------------- |
| 2016                                                                | Les princes (MZ featuring Nekfeu)                | 18                    | —                     | —                     | —                     | - : Diamant    | La Dictature            |
| 2016                                                                | Skurt Cobain (Sneazzy featuring Nekfeu)          | —                     | —                     | —                     | —                     | - : Platine    | Dieu bénisse Supersound |
| 2016                                                                | Putain D'époque (Dosseh featuring Nekfeu)        | —                     | —                     | —                     | —                     | - : Or         | Yuri                    |
| 2017                                                                | Tu rêves (Deen Burbigo featuring Nekfeu)         | 81                    | —                     | —                     | —                     | - : Or         | Grand Cru               |
| 2017                                                                | De l'autre côté (Ninho featuring Nekfeu)         | 2                     | —                     | —                     | 71                    | - : Diamant    | Comme prévu             |
| 2017                                                                | Zone (Orelsan featuring Nekfeu et Dizzee Rascal) | 12                    | —                     | —                     | —                     | - : Platine    | La fête est finie       |
| 2018                                                                | Juste pour voir (S.Pri Noir featuring Nekfeu)    | —                     | —                     | —                     | —                     | - : Diamant    | Masque Blanc            |
| « — » indique que le single n'est pas sorti ou classé dans le pays. |                                                  |                       |                       |                       |                       |                |                         |

### Autres chansons classées
| Année                                                                  | Chanson                                                    | Classement des ventes | Classement des ventes | Classement des ventes | Classement des ventes | Certifications | Album                  |
| Année                                                                  | Chanson                                                    | FR                    | BEL (FR)              | BEL (NL)              | SUI                   | Certifications | Album                  |
| ---------------------------------------------------------------------- | ---------------------------------------------------------- | --------------------- | --------------------- | --------------------- | --------------------- | -------------- | ---------------------- |
| 2015                                                                   | Martin Eden                                                | 129                   | —                     | —                     | —                     | —              | Feu                    |
| 2015                                                                   | Rêve d'avoir des rêves                                     | 111                   | —                     | —                     | —                     | —              | Feu                    |
| 2015                                                                   | Princesse (featuring Némir)                                | 172                   | —                     | —                     | —                     | —              | Feu                    |
| 2015                                                                   | Mon âme (featuring Sneazzy)                                | 152                   | —                     | —                     | —                     | —              | Feu                    |
| 2015                                                                   | Mal-aimé                                                   | 51                    | —                     | —                     | —                     | —              | Feu Réédition          |
| 2015                                                                   | Deux-trois (featuring 1995)                                | 56                    | —                     | —                     | —                     | —              | Feu Réédition          |
| 2015                                                                   | Pars avec moi (featuring 1995)                             | 46                    | —                     | —                     | —                     | —              | Feu Réédition          |
| 2015                                                                   | Les bruits de ma ville (featuring Phénomène Bizness)       | 44                    | —                     | —                     | —                     | —              | Feu Réédition          |
| 2015                                                                   | La ballade du Frémont (featuring Doums)                    | 52                    | —                     | —                     | —                     | —              | Feu Réédition          |
| 2015                                                                   | Question d'honneur (featuring S-Crew)                      | 78                    | —                     | —                     | —                     | —              | Feu Réédition          |
| 2015                                                                   | Les bruits de ma ville (featuring Phénomène Bizness)       | 56                    | —                     | —                     | —                     | —              | Feu Réédition          |
| 2015                                                                   | Reuf (Version Five)                                        | 194                   | —                     | —                     | —                     | —              | Feu Réédition          |
| 2016                                                                   | Avant tu riais (featuring Clara Luciani)                   | 57                    | —                     | —                     | —                     | - : Diamant    | Cyborg                 |
| 2016                                                                   | Esquimaux (featuring Nepal)                                | 72                    | —                     | —                     | —                     | - : Platine    | Cyborg                 |
| 2016                                                                   | O.D (featuring Murkage Dave)                               | 155                   | —                     | —                     | —                     | - : Or         | Cyborg                 |
| 2016                                                                   | Le regard des gens (featuring Nemir, 2zer, Mekra et Doums) | 118                   | —                     | —                     | —                     | - : Or         | Cyborg                 |
| 2016                                                                   | Besoin de sens (featuring Framal et Jazzy Bazz)            | 107                   | —                     | —                     | —                     | - : Or         | Cyborg                 |
| 2016                                                                   | Nekketsu (featuring Crystal Kay)                           | 75                    | —                     | —                     | —                     | - : Platine    | Cyborg                 |
| 2016                                                                   | Humanoïde                                                  | 19                    | —                     | —                     | 69                    | - : Diamant    | Cyborg                 |
| 2016                                                                   | Programmé                                                  | 200                   | —                     | —                     | —                     | - : Or         | Cyborg                 |
| 2016                                                                   | Réalité augmentée                                          | 68                    | —                     | —                     | —                     | - : Platine    | Cyborg                 |
| 2016                                                                   | Galatée                                                    | 21                    | —                     | —                     | —                     | - : Diamant    | Cyborg                 |
| 2016                                                                   | Vinyle (featuring Alpha Wann)                              | 145                   | —                     | —                     | —                     | - : Or         | Cyborg                 |
| 2019                                                                   | Dans l'univers (featuring Vanessa Paradis)                 | 2                     | 50                    | —                     | 29                    | - : Diamant    | Les Étoiles vagabondes |
| 2019                                                                   | Pixels (featuring Crystal Kay)                             | 21                    | —                     | —                     | —                     | - : Or         | Les Étoiles vagabondes |
| 2019                                                                   | Olá Kalá                                                   | 18                    | —                     | —                     | —                     | - : Platine    | Les Étoiles vagabondes |
| 2019                                                                   | Les étoiles vagabondes                                     | 5                     | —                     | —                     | —                     | - : Platine    | Les Étoiles vagabondes |
| 2019                                                                   | Alunissons                                                 | 7                     | —                     | —                     | —                     | - : Platine    | Les Étoiles vagabondes |
| 2019                                                                   | Cheum                                                      | 4                     | —                     | —                     | —                     | - : Diamant    | Les Étoiles vagabondes |
| 2019                                                                   | Takotsubo                                                  | 9                     | —                     | —                     | —                     | - : Platine    | Les Étoiles vagabondes |
| 2019                                                                   | Menteur menteur                                            | 11                    | —                     | —                     | —                     | - : Platine    | Les Étoiles vagabondes |
| 2019                                                                   | Ciel noir                                                  | 15                    | —                     | —                     | —                     | - : Platine    | Les Étoiles vagabondes |
| 2019                                                                   | De mon mieux                                               | 16                    | —                     | —                     | —                     | - : Platine    | Les Étoiles vagabondes |
| 2019                                                                   | Le bruit qui court                                         | 13                    | —                     | —                     | —                     | - : Platine    | Les Étoiles vagabondes |
| 2019                                                                   | Premier pas                                                | 14                    | —                     | —                     | —                     | - : Platine    | Les Étoiles vagabondes |
| 2019                                                                   | Voyage léger                                               | 8                     | —                     | —                     | —                     | - : Platine    | Les Étoiles vagabondes |
| 2019                                                                   | Koala mouillé                                              | 19                    | —                     | —                     | —                     | - : Or         | Les Étoiles vagabondes |
| 2019                                                                   | 1er rôle                                                   | 23                    | —                     | —                     | —                     | - : Or         | Les Étoiles vagabondes |
| 2019                                                                   | Compte les hommes (featuring Alpha Wann)                   | 17                    | —                     | —                     | —                     | - : Or         | Les Étoiles vagabondes |
| 2019                                                                   | Elle pleut (featuring Némir)                               | 3                     | —                     | —                     | 32                    | - : Diamant    | Les Étoiles vagabondes |
| 2019                                                                   | Écrire                                                     | 21                    | —                     | —                     | —                     | - : Diamant    | Les Étoiles vagabondes |
| 2019                                                                   | De mes cendres                                             | 64                    | —                     | —                     | —                     | - : Or         | Les Étoiles vagabondes |
| 2019                                                                   | Énergie sombre                                             | 38                    | —                     | —                     | —                     | - : Diamant    | Les Étoiles vagabondes |
| 2019                                                                   | Oui et non                                                 | 56                    | —                     | —                     | —                     | - : Or         | Les Étoiles vagabondes |
| 2019                                                                   | Natsukashii                                                | 47                    | —                     | —                     | —                     | - : Platine    | Les Étoiles vagabondes |
| 2019                                                                   | Ken Kaneki                                                 | 18                    | —                     | —                     | —                     | - : Diamant    | Les Étoiles vagabondes |
| 2019                                                                   | Sous les nuages                                            | 23                    | —                     | —                     | —                     | - : Platine    | Les Étoiles vagabondes |
| 2019                                                                   | Chanson d'amour                                            | 59                    | —                     | —                     | —                     | - : Platine    | Les Étoiles vagabondes |
| 2019                                                                   | Jeux vidéo et débats                                       | 66                    | —                     | —                     | —                     | - : Or         | Les Étoiles vagabondes |
| 2019                                                                   | Dernier soupir                                             | 74                    | —                     | —                     | —                     | - : Or         | Les Étoiles vagabondes |
| 2019                                                                   | Nouvel homme                                               | 76                    | —                     | —                     | —                     | - : Or         | Les Étoiles vagabondes |
| 2019                                                                   | Interlude Fifty                                            | 80                    | —                     | —                     | —                     | - : Or         | Les Étoiles vagabondes |
| 2019                                                                   | À la base                                                  | 83                    | —                     | —                     | —                     | - : Or         | Les Étoiles vagabondes |
| 2019                                                                   | CDGLAXJFKHNDATH (featuring 2zer et Mekra)                  | 33                    | —                     | —                     | —                     | - : Or         | Les Étoiles vagabondes |
| 2019                                                                   | L'air du temps (featuring Framal et Doums)                 | 51                    | —                     | —                     | —                     | - : Or         | Les Étoiles vagabondes |
| 2019                                                                   | Rouge à lèvres (featuring BJ The Chicago Kid)              | 58                    | —                     | —                     | —                     | - : Or         | Les Étoiles vagabondes |
| « — » indique que la chanson n'est pas sortie ou classée dans le pays. |                                                            |                       |                       |                       |                       |                |                        |

### Autres[Quoi ?]
- Freestyle 1,2,3,4 (Nekfeu)
- Suga (Nekfeu)
- Voila (Sneazzy feat. Nekfeu)
- On s'en tape (Sneazzy feat. Nekfeu)
- CFA (S.Pri Noir feat. Nekfeu)
- Enfant de la patrie (Guizmo feat. Nekfeu)
- Baptême de l'air (Guizmo feat. Nekfeu)
- Ma maman m’a dit (Guizmo feat. Nekfeu)
- Nique les clones (Nekfeu)
- U.B (Nekfeu)
- Dans ta réssoi (Nekfeu feat. Alpha Wann)
- Marche Arrière (Nekfeu, pour "Le Gouffre")
- 30 septembre (Nekfeu)
- The Motto Remix (Nekfeu feat. Sneazzy feat. Alpha Wann)
- Crazy Vibes (Selah Sue feat. Nekfeu feat. Guizmo)
- Flingue et Feu (Nekfeu feat. Alpha Wann)
- No Type (Remix) (Sneazzy feat. Nekfeu)
- Un homme et un microphone N•1 (Nekfeu)
- Un homme et un microphone N•2 (Nekfeu)
- Sales Babtous D'Négros (Guizmo feat. Nekfeu & Alpha Wann)

## Autres apparitions
- 2009
  - DJ Lo featuring Fonky Flav, Loveni et Nekfeu - Tu sais qu'ça l'fait, sur la mixtape de DJ Low Lowfficieux
  - DJ Lo featuring 2-Zer, Alpha Wann, Eff Gee, Loveni, Nekfeu, Ouhhz et Poochkeen - Les 7 fantastiques, sur la mixtape de DJ Low Lowfficieux
  - DJ Lo featuring Sneazzy et Nekfeu - Beat Bounce, sur la mixtape de DJ Low Lowfficieux
  - DJ Lo featuring 2-Zer, Alpha Wann, Areno Jaz, Bloopalooza, Crash Picsous, Eff Gee, Fonky Flav, Loveni, M. Tiss, Malfrat, Meassane, Mekhra, Melo Mendes, Nekfeu, Neslet, Ouhhz, Poochkeen et Sneazzy - Freestyle final, sur la mixtape de DJ Low Lowfficieux
  - Lyricalchimie featuring Alpha Wann, Areno Jaz, Bakster, Bill D, Blacybkrenoi, Bloopalooza, Borman, Doctor Polux, Eff Gee, Espiiem, Esso, Fils Prodige, Flap Style, Fonky Flav, Happy Face, Jazzy Bazz, Joe-G, Kema, L'Étrange, L'Homme De L'Est, L'Ovni Du Rap, Le Devin, Lonely Band, Loveni, MC Clean, MC Soul Costik, Meassane, Melo Mendes, Mephis MC, Nato, Nekfeu, Serval MC, Sneazzy et Vagarsbon - Les 37 Fantastiques, sur l'album de Lyricalchimie XXperience
  - Lyricalchimie featuring Alpha Wann et Nekfeu - Le carré des Bermudes, sur l'album de Lyricalchimie XXperience
- 2010
  - 2-Zer featuring Nekfeu et Ouhhz - L'effet pas d'pilon, sur la compilation Compilation Vol.1
  - Alpha Wann featuring Nekfeu - À force de vivre mal, sur la compilation Tadéfouraille Vol.2
  - Eff Gee et Melo Mendes featuring Nekfeu et Poochkeen - On débarque, sur l'EP d'Eff Gee et Melo Mendes La face cachée
  - Eff Gee et Melo Mendes featuring 2-Zer, Alpha Wann, Areno Jaz, DJ Ouss, Deen Burbigo, Emcee Trash, Espiiem, Fils Prodige, Fonky Flav, Guizmo, H2S, Happy Face, Jimmy Cena, Joe-G, Loki, MC Clean, Mecag, Nekfeu, Poochkeen, Popo Le Narvalo et Sango - Big emceeing freestyle sur l'EP d'Eff Gee et Melo Mendes La face cachée
  - Krimsa featuring Nekfeu - Freestyle dans la loge (pas d'album)
  - L'Animal featuring Nekfeu - Tu veux savoir, sur la compilation Compilation Vol.1
  - MC Wack featuring L'Étrange, Alpha Wann et Nekfeu - Fais péter la funk (remix) (pas d'album)
- 2011
  - 1995 - Flava in ya ear (remix) (pas d'album)
  - A2H featuring Nekfeu - Doux, sur la mixtape d'A2H Downtown street tape
  - DJ Lo featuring Nekfeu - Ça s'passe ainsi (pas d'album)
  - Fixpen Sill featuring Nekfeu - Garde à vous, sur l'album de Fixpen Sill Le sens de la formule
  - Godié featuring Fonky Flav, Nekfeu et Nytt - Asile de ouf, sur l'album de Godié Pourquoi pas ?
  - Grems featuring Nekfeu - Les vrais (pas d'album)
  - Guizmo featuring Nekfeu et Alpha Wann - Sales babtous d'négros, sur l'album de Guizmo Normal
  - Guizmo featuring Deen Burbigo, 2-Zer et Nekfeu - L'Entourage, sur l'album de Guizmo Normal
  - L'Animal featuring Nekfeu et 2-Zer - Capitale sale (pas d'album)
  - Le Devin featuring Nekfeu La new old school (pas d'album)
  - Lomepal featuring Nekfeu - À la trappe (pas d'album)
  - Nekfeu featuring Alpha Wann - Dans ta réssoi (pas d'album)
  - Nekfeu featuring Krimsa - La main sur le mic (pas d'album)
  - Nekfeu - Suga (pas d'album)
  - Walter featuring Alpha Wann, Ikar, Keroué, Lemdi, Nekfeu, Nino Ice et Skyle - Fidèles au poste, sur la mixtape de Walter Petits meurtres entre amis
  - Walter featuring Alpha Wann et Nekfeu - La science des astres, sur la mixtape de Walter Petits meurtres entre amis
  - Walter featuring Alpha Wann, Guizmo, Hugo Délire, Ikar, Kawa, Keroué, Lemdi, Nekfeu, Nino Ice, Sango, Smoof et Vidji - Question de cran, sur la mixtape de Walter Petits meurtres entre amis
  - Wilow Amsgood featuring Nekfeu - Je ne cours pas, sur l'EP de Wilow Amsgood Marchand de rêves
- 2012
  - Aronstrong featuring Nekfeu - Les pièces du puzzle (pas d'album)
  - Deen Burbigo featuring Alpha Wann, Jazzy Bazz et Nekfeu - Ma iv, sur l'EP de Deen Burbigo Inception
  - Disiz featuring Grems, Sneazzy et Nekfeu - Validé, sur l'EP de Disiz Lucide
  - DjunZ featuring Nekfeu et Alpha Wann - Peu me suffirait, sur la mixtape de DjunZ Sofa musique
  - Eff Gee featuring Nekfeu et Alpha Wann - L'heure de l'orage, sur la mixtape d'Eff Gee Keskon Eff ?
  - Hologram Lo, Caballero et Lomepal featuring Nekfeu, JeanJass, Ysha, Keroué, Alpha Wann, Senamo, Walter et Seven - Le singe fume sa cigarette, sur la mixtape d'Hologram Lo, Caballero et Lomepal Le singe fume sa cigarette
  - Guizmo featuring Nekfeu - Baptême de l'air (pas d'album)
  - Guizmo featuring Nekfeu - Enfant de la patrie (pas d'album)
  - Guizmo featuring Nekfeu - Ma maman m'a dit (pas d'album)
  - Jazzy Bazz featuring Alpha Wann, L'Étrange et Nekfeu - Perfect match, sur l'EP de Jazzy Bazz Sur la route du 3.14
  - Nekfeu - Marche arrière, sur la mixtape du Gouffre Marche arrière
  - Nekfeu - Joint de culotte (pas d'album)
  - Oligarshiiit featuring Nekfeu - Après l'orage, sur l'album d'Oligarshiiit Les trois royaumes
  - Ouhhz featuring Nekfeu et Meassane - Plus d'espoir, sur l'album d'Ouhhz Les bruits du monde
  - Reeko featuring Nekfeu, Alpha Wann et KLM - Coup de crayon (pas d'album)
  - Selah Sue featuring Guizmo et Nekfeu - Crazy vibes (Street remix), sur la compilation Les Bombes Skyrock 2012
  - Sneazzy featuring Alpha Wann et Nekfeu - The motto remix (pas d'album)
  - Swift Guad featuring Nekfeu - La tête dans la baignoire, sur la mixtape de Swift Guad The Narvalow Tape
  - Tribu de l'Est featuring 2-Zer, Happy Face, Loveni, Mi As et Nekfeu - Peace & Love, sur l'album de la Tribu de l'Est Révolte
- 2013
  - Dinos Punchlinovic featuring Nekfeu - Bouchées triples, sur l'EP de Dinos Punchlinovic L'alchimiste
  - Elisa JO featuring Nekfeu - Steady boy, sur l'album d'Elisa JO Colours in my mind
  - Nekfeu - 30 septembre (pas d'album)
  - Nekfeu - U.B. (pas d'album)
  - Ockney featuring Nekfeu et Alpha Wann - Ça vient d'une autre planète, sur la mixtape d'Ockney Spliff Tape Vol. 2
  - Ol Kainry featuring Dany Dan, Jango Jack et Nekfeu - Qui tu connais, sur l'album d'Ol Kainry Dyfrey
  - Rabakar featuring 1Trusdar, Alkpote et Nekfeu - Les 3 mousquetaires, sur la mixtape de Rabakar New York Time's
  - Sëar Lui-Même featuring Nekfeu, ADS, Gaïden et Kaot.F - Écoutes, sur l'EP de Sëar Lui-Même Big Punchliner Reloaded
  - Sneazzy featuring Nekfeu - Voilà (pas d'album)
  - Spri Noir, Sadek, Nessbeal, Sneazzy, Still Fresh, Disiz, Nekfeu, Taïro, Dry, Kool Shen, Soprano, Lino et Akhenaton - La marche, sur la bande originale du film La marche
  - Tadé MC featuring Nekfeu - Question de point de vue, sur la mixtape de Tadé MC Welchrome, Paris-New York
  - Yoshi Di Original featuring Nekfeu - Shake it, sur la mixtape de Yoshi Di Original Hip-Hop Momo
- 2014
  - Alkpote featuring Alpha Wann et Nekfeu - Rien ne change, sur la mixtape d'Alkpote L'Orgasmixtape
  - Bernhoft featuring Nekfeu - Wind you up, sur l'EP de Bernhoft Islander
  - Georgio featuring Nekfeu - Comme une balle, sur la mixtape de Georgio Nouveau souffle
  - Greg Frite featuring Nekfeu - Twerk, sur la mixtape de Greg Frite Les gros mots de Greg Frite
  - Missak featuring Demi Portion, Lucio Bukowski, Liqid, Ethor Skull, Nekfeu, Dico, Doc Brown, Georgio et Vald - Ma b**e et ma voix, sur l'album de Missak L'adultère est un jeu d'enfant
  - Murkage featuring Nekfeu - Manifesto, sur l'album de Murkage Of Mystics & Misfits
  - Nekfeu featuring Alpha Wann - Flingue et feu (pas d'album)
  - Ol'Kameez featuring Nekfeu et Alpha Wann - Poudrière, sur la mixtape d'Ol'Kameez Volume 1.5
  - Sango featuring Kema, Jazzy Bazz, L'Étrange, Espiiem, Les Casseurs Flowters, Linkhan, Disiz, Jaaz, Deen Burbigo, Yans, Kenyon, Alpha Wann et Nekfeu - 15 flows, sur l'album de Sango Juvénile
  - Shtar Academy featuring Nekfeu, Némir, Alonzo et Soprano - Les portes du pénitencier, sur l'album de Shtar Academy Shtar Academy
  - Shtar Academy featuring Bakar, les Casseurs Flowters, Keny Arkana, Lino, Médine, Nor, Nekfeu, Némir, R.E.D.K, Sat, les Psy 4 de la rime et T-Killa - Les portes du pénitencier (version longue), sur l'album de Shtar Academy Shtar Academy
  - Sneazzy featuring Nekfeu - No type (remix) (pas d'album)
- 2015
  - Aladin 135 featuring Nekfeu - T'endors pas, sur la mixtape d'Aladin 135 Addictions
  - Eff Gee featuring Nekfeu - Bibliothèque, sur l'EP d'Eff Gee Le jour Gee
  - Futur Proche featuring Alpha Wann, Axis, Pand'Or, Cyanure, Nekfeu et Sëar Lui-Même - Corde raide, sur l'album de Futur Proche Ailes brûlées
  - Gradur featuring Nekfeu - Donne-moi ta main, sur la mixtape de Gradur Sheguey Vara Vol.2
  - Infinit' featuring Alkpote, Alpha Wann, Jeune Zmaël, Greg Frite, Mr Agaz, Nekfeu, Millionnaire et Eff Gee - Christian E. (remix), sur l'album d'Infinit' Plusss
  - Melox featuring Alpha Wann, DF Sounds 46, Doums, Nekfeu et Oris - Dejaunerescence, sur la mixtape de Melox Trop jaune pour mourir
  - Seth Gueko featuring Oxmo Puccino et Nekfeu - Titi parisien remix (pas d'album)
  - Shuko featuring Kidaf, Nekfeu et Masta Ace - Nothing changed, sur l'album de Shuko For the love of it
  - Sneazzy featuring Nekfeu - On s'en tape, sur l'album de Sneazzy Super
  - S.Pri Noir featuring Nekfeu - CFA, sur l'EP de S.Pri Noir Le monde ne suffit pas
  - When We Were Young featuring Nekfeu - One more chance, sur l'album de When We Were Young When We Were Young
  - X-Men featuring Nekfeu - Crop circle, sur l'EP des X-Men Modus operandi
- 2016
  - Alpha Wann featuring Nekfeu - À deux pas, sur l'EP d'Alpha Wann Alph Lauren 2
  - Fixpen Sill featuring Nekfeu - Après moi le déluge, sur l'album de Fixpen Sill Edelweiss
  - Hugo Délire featuring Ol' Kameez & Nekfeu - C'est pas moi C'est l'autre, sur l'album Grand Délirium
  - Kohndo featuring Nekfeu - Faut qu'je tienne, sur l'album de Kohndo Intra-muros
  - Nakk Mendosa featuring Nekfeu et Mac Tyer - Altitude Remix, sur l'album de Nakk Mendosa Darksun 2
  - Nekfeu - L'homme qui ne valait pas dix centimes, sur la compilation Affaire de famille (à venir)
  - Rim'K featuring Nekfeu - Paris la nuit, sur la mixtape de Rim'K Monster Tape
  - S-Crew - Jusqu'au bout, sur la bande originale du film Creed : L'Héritage de Rocky Balboa
  - Dosseh featuring Nekfeu - Putain d’époque, sur l’album de Dosseh Yuri
- 2017
  - Matthieu Chedid featuring Santigold, Hiba Tawaji, Ibrahim Maalouf, Seu Jorge, Nekfeu, Youssou N'Dour, Sanjay Khan, Chacha - Solidarité sur l'album Lamomali de - M -
  - Nekfeu - Joint de culotte, sur la compilation Y&W
  - ODT featuring Nekfeu et DJ Bubs - Esprit tranquille, sur l'album d'ODT La marque de la bête
  - Deen Burbigo featuring Nekfeu - Tu rêves, sur l'album de Deen Burbigo Grand cru
  - Ninho featuring Nekfeu - De l'autre côté, sur l'album de Ninho Comme prévu
  - Orelsan featuring Nekfeu, Dizzee Rascal - Zone, sur l'album de Orelsan La fête est finie
- 2018
  - Jazzy Bazz featuring Nekfeu - Éternité, sur l'album de Jazzy Bazz Nuit
  - Jazzy Bazz featuring Bonnie Banane, Nekfeu - Stalker, sur l'album de Jazzy Bazz Nuit
  - PLK featuring Nekfeu - Waow, sur l'album de PLK POLAK
  - S.Pri Noir featuring Nekfeu - Juste pour voir, sur l'album de S.Pri Noir Masque blanc
- 2019
  - Dadju featuring Nekfeu - Paire d'as, sur l'album de Dadju - Poison ou Antidote
  - Doums featuring Nekfeu - Ce soir, sur l'EP de Doums - Pilote & Co
- 2020
  - Népal featuring Nekfeu - En face, sur l'album de Népal - Adios Bahamas
  - Sneazzy featuring Nekfeu - ZÉRO DÉTAIL, sur l'album de Sneazzy - NOUVO MODE
  - Sneazzy featuring Nekfeu, Alpha Wann et S.Pri Noir - ÉTINCELLES, sur l'album de Sneazzy NOUVO MODE
  - Kalash Criminel featuring Nekfeu - Turn Up, sur l'album de Kalash Criminel - Sélection naturelle
  - Dinos featuring Nekfeu - Moins un, sur l'album de Dinos - Stamina,
  - Lesram featuring Nekfeu - San Andreas, sur la Don Dada Mixtape Vol. 1
  - Alpha Wann featuring Nekfeu - aaa, sur la Don Dada Mixtape Vol. 1
  - Nekfeu - Malevil, sur la mixtape de Alpha Wann Don Dada Mixtape Vol. 1
  - Alpha Wann featuring 3010, Nekfeu - 3095 pt.2, sur la mixtape de Alpha Wann Don Dada Mixtape Vol. 1
- 2021
  - Gims featuring Nekfeu - C'est quoi l'dél, sur la réédition de l'album de Gims Les Vestiges du Fléau
  - Doums featuring Nekfeu - On y est, sur l'album de Doums Pilot3
  - DA Uzi featuring Nekfeu - Jeune d'en bas, sur l'album de DA Uzi "Vrai 2 Vrai"
  - Deen Burbigo featuring Nekfeu - AGENT ORANGE, sur l’album de Deen Burbigo OG SAN
  - Laylow featuring Nekfeu, Fousheé - SPECIAL, sur l'album de Laylow L'étrange histoire de Mr. Anderson
- 2022
  - Jazzy Bazz featuring Nekfeu - Élément 115, sur l'album de Jazzy Bazz MEMORIA
  - Gros Mo featuring Nekfeu - Paradis Artificiel, sur l'album de Gros Mo GROZO Social Club
  - AMK featuring Nekfeu - Bussdown, sur l'album de AMK 15
  - Doums featuring Nekfeu - South London, sur l'album de Doums Pull à capuche et billets mauves
  - Saboteur Records featuring Nekfeu, Eff Gee et Doums - QUOTIDIEN, sur la Saboteur Mixtape, Vol. 1
  - Saboteur Records featuring Nekfeu, Deen Burbigo, Eff Gee et Jazzy Bazz - 3.14 VILLE, sur la Saboteur Mixtape, Vol. 1
- 2024
  - S.Pri Noir feat Nekfeu, La Cour des Miracles
  - Zed feat Nekfeu, Shaggy (Visualizer)

## Clips vidéo
| Année | Titre                                              | Nombre de vues | Album                  |
| ----- | -------------------------------------------------- | -------------- | ---------------------- |
| 2014  | Time B.O.M.B.                                      | 4 400 000      | —                      |
| 2015  | Égérie                                             | 39 000 000     | Feu                    |
| 2015  | On verra                                           | 155 000 000    | Feu                    |
| 2015  | Tempête                                            | 45 000 000     | Feu                    |
| 2015  | Martin Eden                                        | 26 000 000     | Feu                    |
| 2015  | Ma dope (featuring S.Pri Noir)                     | 78 000 000     | Feu                    |
| 2015  | 7:77 AM (featuring 86 Joon)                        | 17 000 000     | Feu Réédition          |
| 2015  | Mon âme (featuring Sneazzy)                        | 15 000 000     | Feu                    |
| 2015  | Le bruit de ma ville (featuring Phénomène Bizness) | 12 000 000     | Feu Réédition          |
| 2015  | Question d'honneur (featuring S-Crew)              | 6 000 000      | Feu Réédition          |
| 2016  | Plume                                              | 28 000 000     | Feu Réédition          |
| 2016  | Mal-aimé                                           | 9 300 000      | Feu Réédition          |
| 2016  | Reuf (version Five)                                | 28 000 000     | NC                     |
| 2016  | Princesse (featuring Némir)                        | 60 000 000     | Feu                    |
| 2019  | Sous les nuages                                    | 13 000 000     | Les Étoiles vagabondes |

## Discographie collectif

### Avec 1995
- 2011 : La Source
- 2012 : La Suite
- 2012 : Paris Sud Minute

### Avec S-Crew
- 2013 : Seine Zoo
- 2016 : Destins Liés
- 2022 : SZR 2001

### Avec L'Entourage
- 2014 : Jeunes Entrepreneurs

### Avec 5 Majeur
- 2011 : 5 Majeur
- 2013 : Variations

### Avec Alpha Wann
- 2011 : En Sous-Marins (prod. : Basement Beatzz)